# Halosaurus
Halosaurus is een geslacht van straalvinnige vissen uit de familie van rugstekelalen (Halosauridae). Het geslacht is voor het eerst wetenschappelijk beschreven in 1864 door Johnson.

## Soorten
- Halosaurus attenuatus Garman, 1899
- Halosaurus carinicauda (Alcock, 1889)
- Halosaurus guentheri Goode & Bean, 1896
- Halosaurus johnsonianus Vaillant, 1888
- Halosaurus ovenii Johnson, 1864
- Halosaurus pectoralis McCulloch, 1926
- Halosaurus radiatus Garman, 1899
- Halosaurus ridgwayi (Fowler, 1934)
- Halosaurus sinensis Abe, 1974